# Liberty Bar
Liberty Bar je francouzský televizní film z roku 1960, který režíroval Jean-Marie Coldefy podle stejnojmenného detektivního románu Georgese Simenona vydaného v roce 1932. Snímek měl světovou premiéru 16. září 1960.

## Děj
Komisař Maigret je poslán do Antibes, aby vyšetřil vraždu bohatého Australana Williama Browna. Maigret po jeho stopách obchází bary, dokud neobjeví Liberty Bar a jeho majitelku, tlustou Jaju.

## Obsazení
| Louis Arbessier      | komisař Maigret        |
| Gaëtan Jor           | Boutigues              |
| Van Doude            | Harry Brown            |
| Claude Cernay        | Joseph                 |
| Michel Dacquin       | Yann                   |
| Yves Barsacq         | lékař                  |
| Mathilde Casadesus   | Jaja                   |
| Marie-Blanche Vergne | Sylvie                 |
| Margo Lion           | paní Martinelli, matka |
| Lysiane Rey          | Gina Martinelli        |